# NGC 7650
NGC 7650 је спирална галаксија у сазвежђу Тукан која се налази на NGC листи објеката дубоког неба.
Деклинација објекта је - 57° 47' 28" а ректасцензија 23h 25m 20,9s. Привидна величина (магнитуда) објекта NGC 7650 износи 12,5 а фотографска магнитуда 13,2. NGC 7650 је још познат и под ознакама ESO 148-10, AM 2322-580, IRAS 23225-5803, PGC 71394.